# Live in Midgård
Albums de Therion
Bells of Doom
(2001) Lemuria
(2004)
Live in Midgård est le premier album live du groupe suédois de death metal symphonique Therion, publié le 30 septembre 2002 par Nuclear Blast.

## Liste des chansons
| 1.  | Ginnungagap (Prologue)                           | 6:38 |
| 2.  | Invocation of Naamah                             | 5:23 |
| 3.  | Birth of Venus Illegitima                        | 5:19 |
| 4.  | Enter Vril-Ya                                    | 7:00 |
| 5.  | Riders of Theli                                  | 3:12 |
| 6.  | Symphony of the Dead                             | 3:45 |
| 7.  | A Black Rose (Covered With Tears, Blood And Ice) | 2:22 |
| 8.  | The Return                                       | 2:40 |
| 9.  | Baal Reginon                                     | 2:20 |
| 10. | Flesh of the Gods                                | 4:19 |
| 11. | Seawinds (reprise de Accept)                     | 5:02 |
| 12. | Schwarzalbenheim                                 | 3:40 |
| 13. | In the Desert of Set                             | 5:40 |

| 1.  | The Wings of the Hydra              | 3:25 |
| 2.  | Asgård                              | 4:12 |
| 3.  | Secret of the Runes (Epilogue)      | 4:23 |
| 4.  | The Rise of Sodom and Gomorrah      | 5:54 |
| 5.  | Summer Night City (reprise de ABBA) | 5:10 |
| 6.  | The Beauty in Black                 | 3:41 |
| 7.  | Seven Secrets of the Sphinx         | 3:39 |
| 8.  | Wine of Aluqah                      | 4:53 |
| 9.  | Raven of Dispersion                 | 6:25 |
| 10. | To Mega Therion                     | 8:30 |
| 11. | Cults of the Shadow                 | 6:38 |